# Adolphus Ypey
Adolphus Ypey o Adolphus Ypeus o Adolf Ypey (Franeker, 4 giugno 1749 – Leida, 27 febbraio 1822) è stato un botanico olandese laureatosi all'Università di Franeker, dove rimase come professore di botanica. Ottenne in seguito la cattedra di Medicina all'Università di Leida..
Era il figlio del professor Nic Ypey.
La sua dissertazione di laurea era intitolata Dissertatio philosophica inauguralis de igne con supervisore Jan Hendrik (Jean Henri) van Swinden.
Ypey è conosciuto per il suo lavoro riccamente illustrato Vervolg ob de Avbeeldingen der artseny-gewassen met derzelver Nederduitsche en Latynsche beschryvingen, pubblicato nel 1813 dall'editore J. C. Sepp en zoon di Amsterdam.

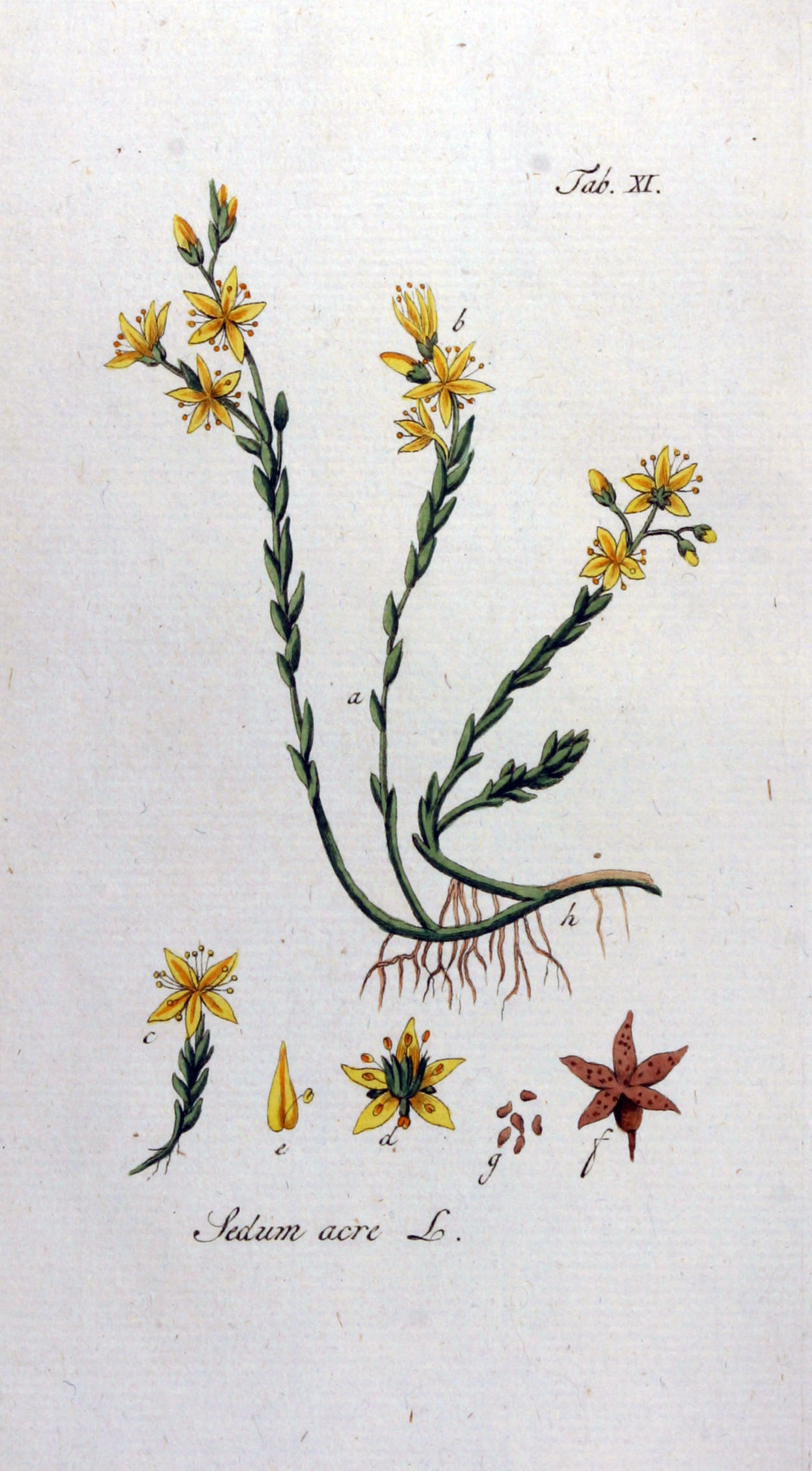
Sedum acre
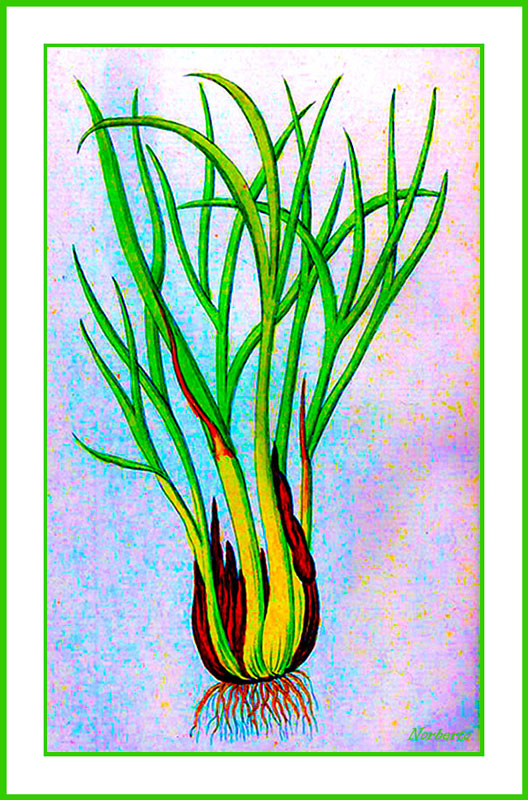
Allium ascalonicum
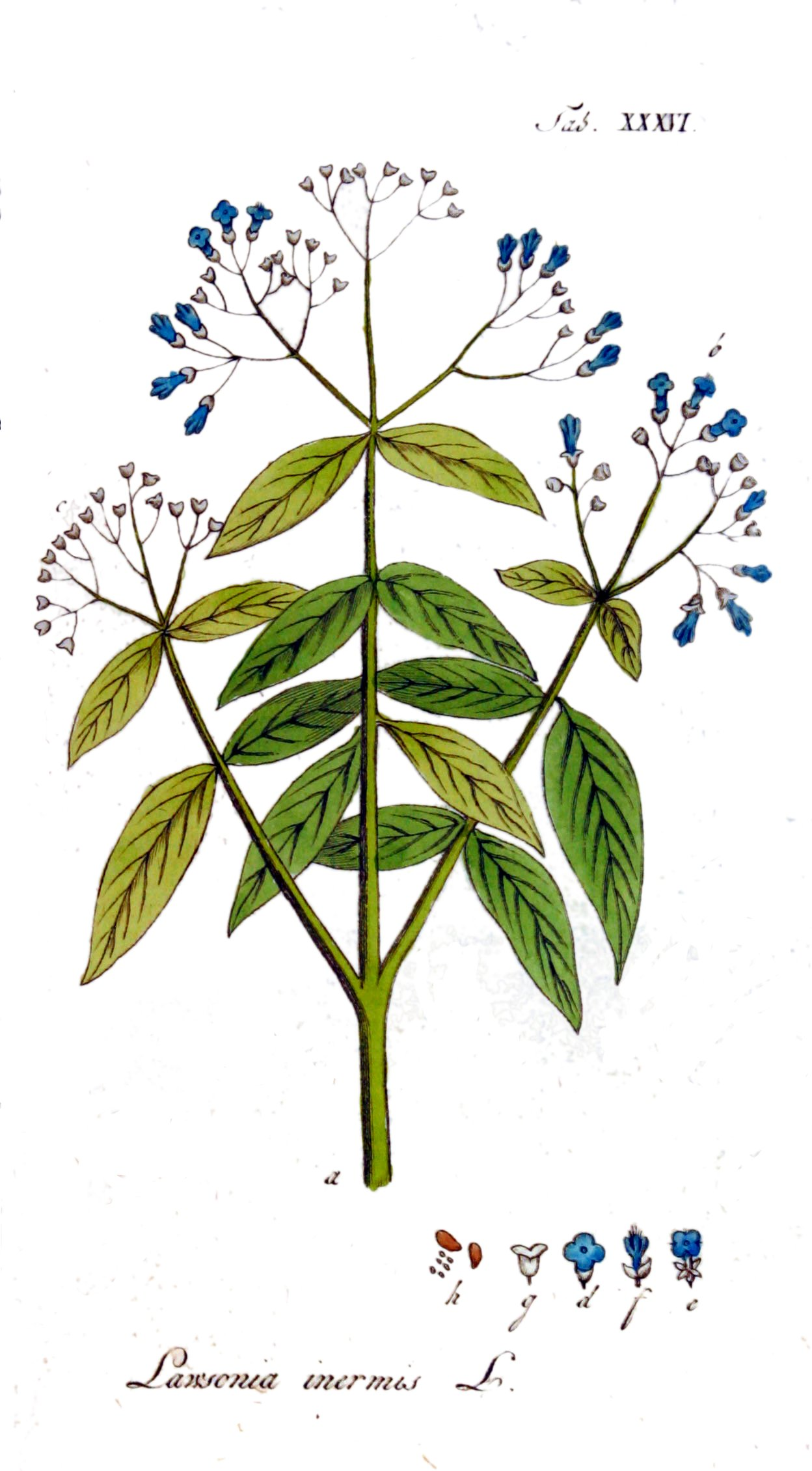
Lawsonia inermis
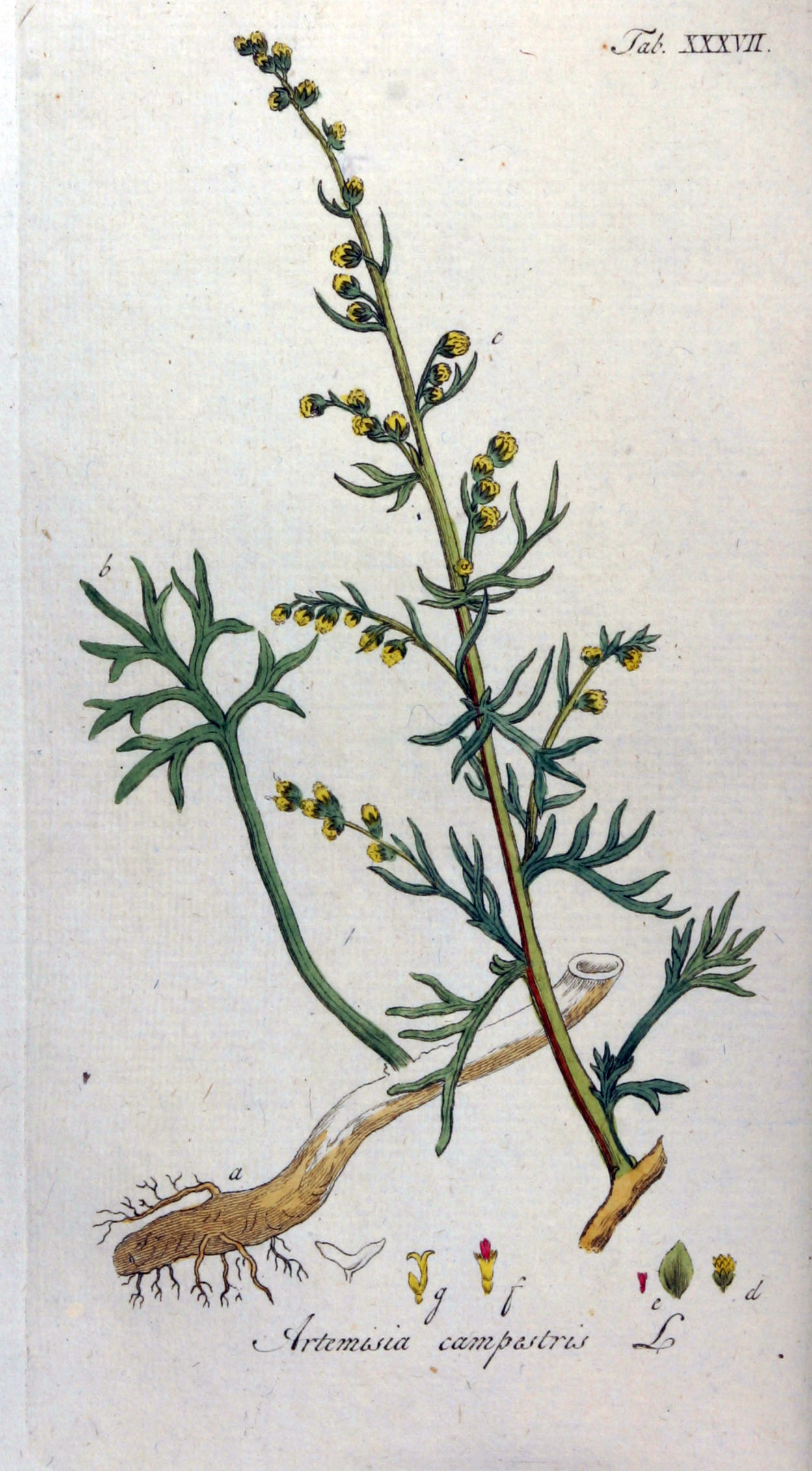
Artemisia campestris